# 273
273 (CCLXXIII) var ett normalår som började en onsdag i den julianska kalendern.

## Händelser

### Okänt datum
- Romarna, under befäl av Aurelianus, plundrar staden Palmyra.
- Kungariket Palmyra återinlemmas i Romarriket.
- Aurelianus vägrar bära den kejserliga kronan och manteln.
- Marcus Claudius Tacitus (framtida romersk kejsare) blir konsul i Rom.
- Tetricus I och Tetricus II avsätts som galliska kejsare av Aurelianus.
- Romerska kejsardömet genomgår en administrativ omorganisering. Aurelianus antar Caracallas reformer permanent.
- En indisk delegation besöker Aurelianus.
- Bahram I efterträder Hormazd I som shah av Persien.

## Avlidna
- Dexippus, grekisk historiker